# 改代町
改代町（かいたいちょう）は、東京都新宿区の町名。「丁目」の設定のない単独町名である。住居表示未実施。

## 地理
新宿区の北東部に位置する。牛込地域に属している。町域北部は、文京区関口一丁目に接する。東部は、新宿区水道町に接する。南東部は、新宿区築地町に接する。南部は、新宿区赤城下町に接する。西部は、新宿区山吹町に接する。また山吹町の一角に、改代町の飛び地が存在する。住宅地として利用されるほか事業用地も混在しており、高層建築物も多く見られる。また町域内には、印刷・製本関連の企業が点在している。

## 歴史
もと牛込村の一部で、沼地であった。慶長期の江戸城整備に伴い雉子橋付近の住人が牛込徒町（現・北町・中町・南町）に移転し、1654年（承応3年）に改めて当地を代地として与えられ、芥を埋め立てて段階的に宅地化した。当初牛込築地替代町と書かれた。
1872年（明治5年）には隣接する牛込四軒寺町を編入。
1878年（明治11年）郡区町村編制法の施行に伴い、他の牛込各町や市ヶ谷各町と共に牛込区に所属。
江戸時代には古着屋が軒を連ねた。

## 世帯数と人口
2025年（令和7年）3月1日現在（新宿区発表）の世帯数と人口は以下の通りである。
- 世帯数 : 421世帯
- 人口 : 627人

### 人口の変遷
国勢調査による人口の推移。
| 年                 | 人口 |
| ------------------ | ---- |
| 1995年（平成7年）  | 447  |
| 2000年（平成12年） | 454  |
| 2005年（平成17年） | 407  |
| 2010年（平成22年） | 359  |
| 2015年（平成27年） | 571  |
| 2020年（令和2年）  | 654  |

### 世帯数の変遷
国勢調査による世帯数の推移。
| 年                 | 世帯数 |
| ------------------ | ------ |
| 1995年（平成7年）  | 210    |
| 2000年（平成12年） | 242    |
| 2005年（平成17年） | 225    |
| 2010年（平成22年） | 207    |
| 2015年（平成27年） | 358    |
| 2020年（令和2年）  | 427    |

## 学区
区立小・中学校に通う場合、学区は以下の通りとなる（2018年8月時点）。
- 区域 : 全域
  - 小学校 : 新宿区立江戸川小学校
  - 中学校 : 新宿区立牛込第三中学校

## 事業所
2021年（令和3年）現在の経済センサス調査による事業所数と従業員数は以下の通りである。
- 事業所数 : 65事業所
- 従業員数 : 415人

### 事業者数の変遷
経済センサスによる事業所数の推移。
| 年                 | 事業者数 |
| ------------------ | -------- |
| 2016年（平成28年） | 59       |
| 2021年（令和3年）  | 65       |

### 従業員数の変遷
経済センサスによる従業員数の推移。
| 年                 | 従業員数 |
| ------------------ | -------- |
| 2016年（平成28年） | 508      |
| 2021年（令和3年）  | 415      |

## 施設
- 田中寺

## その他

### 日本郵便
- 郵便番号 : 162-0802[3]（集配局 : 牛込郵便局[15]）。